# Queeste (rollenspel)
Queeste is een Nederlandstalig rollenspel, oorspronkelijk geschreven en uitgegeven door Joop Oele in 1979. Joop Oele werd geïnspireerd door strategische bordspellen en zijn eigen ervaringen met geleide fantasie.
Queeste kent meerdere gildes waar de personages van de spelers zich bij kunnen aansluiten. Met name de gildes Magiër en Druïde zijn zo opgezet dat ze de spelers stimuleren zelf creatief aan de slag te gaan. Als magiër krijgt de speler de beschikking over magische woorden die hij zelf op basis van de grammaticaregels aan elkaar moet weven om zo een gewenst magisch effect te bewerkstelligen. Dit systeem werd geïnspireerd op de Aardzee-boeken van Ursula LeGuin.
Van iedere locatie waar de personages van de speler kunnen komen is een tekening beschikbaar. Deze tekeningen zijn afgebeeld op kaartjes van 7 cm × 7 cm en zodanig vormgegeven dat ze aan elkaar passen om een doorlopende plattegrond te vormen. Dit principe werd voor veel latere Queesteverhalen losgelaten omdat het tekenen van alle locaties te arbeidsintensief bleek. 
Het spelsysteem maakt alleen gebruik van zeszijdige dobbelstenen. Daarnaast wordt er gebruikgemaakt van fiches. De hoogte van een eigenschap wordt in fiches (met een 'kop'- en een 'munt'-zijde) uitgeworpen. De 'koppen' worden geteld en deze waarde moet hoger zijn dan een vooraf vastgestelde drempelwaarde of de fiches-worp van een (tegen)speler. Omdat het tellen en werpen van fiches bewerkelijk is, werd al vroeg gebruikgemaakt van een ondersteunend computerprogramma. In eerste instantie werd een programma geschreven voor de Sinclair ZX Spectrum, later werd een variant gemaakt voor Windows 95 en Windows 98.

## Belangrijkste uitgaven

### Uitgeverij Knossos
- Queeste (doos), 1979
- Queeste (tijdschrift) 1 t/m 5, 1979 - 1983
- Queeste Inwijdingsspecial, 1979 - 1983
- Grint (queeste avontuur)
- Tigris (queeste avontuur)

### Queeste Renovatie
Vanaf 1992 werden de uitgaves van Uitgeverij Knossos en onuitgegeven verhalen van diverse auteurs bewerkt en vormgegeven door een groep vrijwilligers. In totaal werden er meer dan vijftig uitgaven verzorgd. 

### Regelboeken
- Spelregels
- Inwijdingen
- Achtergronden
- Voorwerpen

### Avonturen
De volgende queesteverhalen vormen een doorlopende campagne.
- Toch naar de onderwereld
- Grint
- Tigris
- Oosterterpe
- Sardon
- Slotmar
- Perlon
- Whandal
- Kemola
- De Hyksos-Saga
- Surgat